# Mário Augusto Caetano João

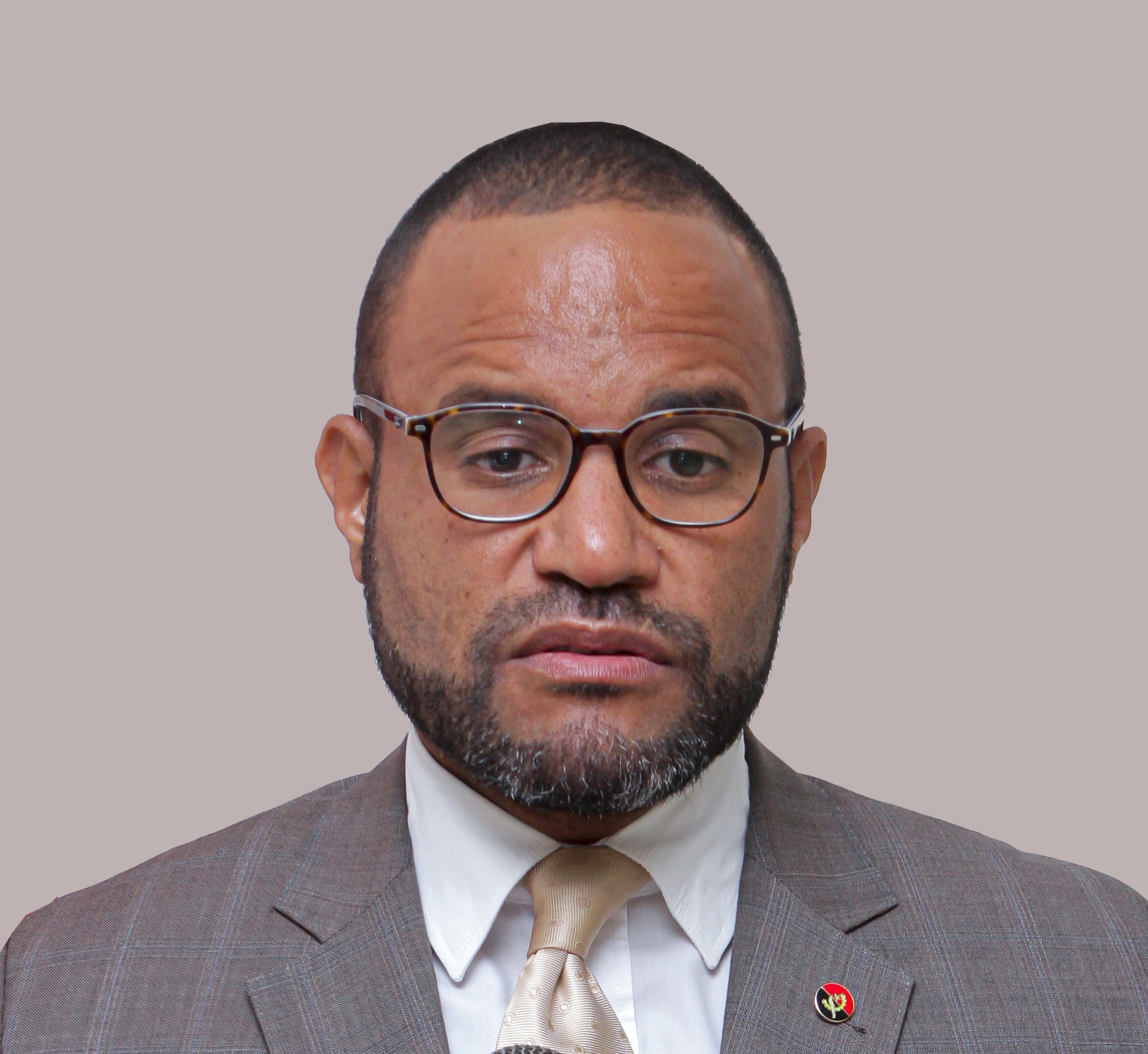
Mário Augusto Caetano João

Mário Augusto Caetano João de Sousa (* 24. November 1978 in Luanda) ist ein angolanischer Politiker der Volksbewegung zur Befreiung Angolas MPLA (Movimento Popular de Libertação de Angola), der unter anderem seit 2021 Minister für Wirtschaft und Planung ist.

## Leben
Mário Augusto Caetano João de Sousa arbeitete zwischen 1996 und 2004 als Angestellter und zuletzt als Manager des McDonald’s-Restaurant in Prag und absolvierte zudem ein Portugiesisch-Studium an der Philosophischen Fakultät der dortigen Karls-Universität, das er am 28. Mai 2004 mit einem Master of Arts (M.A.) beendete. Nach Abschluss des Studiums blieb er in Prag und war dort von 2004 bis 2007 als Handels- und Investitionsmanager bei der Portugiesischen Agentur für Investition und Außenhandel AICEP (Agência para o Investimento e Comércio Externo de Portugal) beschäftigt. Zeitgleich absolvierte er ein Studium der Agrarökonomie an der Fakultät für Wirtschaft und Management der Tschechischen Agraruniversität Prag (ČZU), welches er am 5. Juni 2006 mit einem Master of Science (M.Sc.) beendete. Außerdem begann er ein weiteres Studium der Afrikawissenschaften an der Philosophischen Fakultät der Karls-Universität und schloss dieses am 29. Januar 2007 ebenfalls mit einem Master of Arts (M.A.) ab. 
2008 wurde João Leiter des Austauschs und der Zusammenarbeit der Zollbehörde von Angola (Alfândegas de Angola) und hatte diese Funktion bis 2012 inne. Er gehörte in Personalunion bereits seit 2007 bis 2012 als Mitglied der Verhandlungsgruppe Angola für die Wirtschaftspartnerschaftsabkommen mit der Europäischen Union (EU) an sowie zwischen 2008 und 2011 als Mitglied der multisektoralen technischen Gruppe für die Umsetzung des Handelsprotokolls der Entwicklungsgemeinschaft des südlichen Afrika (SADC). Am 18. Juni 2009 schloss er seine Promotion zum Philosophiae Doctor (Ph.D.) im Fach Afrikanistik an der Philosophischen Fakultät der Karls-Universität Prag ab. Er war zwischen 2011 und 2012 ferner als SADC-Experte für Handel, Industrie, Finanzen und Investitionen in Botswana tätig.
Nach seiner Rückkehr wechselte Mário Augusto Caetano João de Sousao ins Finanzministerium und fungierte dort zunächst von 2013 bis 2015 als Leiter der Abteilung für makroökonomische Politik und Management, ehe er im Anschluss zwischen 2015 und 2016 Leiter der Abteilung für Internationale Beziehungen war. Er fungierte zwischen 2016 und 2019 als Berater des Administrators der 25. Versammlung bei der Weltbankgruppe (WBG) in Washington, D.C. und war ferner 2018 Doktorand für eine weitere Ph.D.-Promotion an der Fakultät für Wirtschaftswissenschaften und Management der Tschechischen Agraruniversität Prag.
2019 kehrte João wieder nach Angola zurück und fungierte dort zunächst zwischen 2019 und 2020 als Exekutivdirektor für den Finanzbereich der Bolsa de Dívida e Valores de Angola (BODIVA), der Wertpapierbörse des Landes. Danach bekleidete er von 2020 bis 2020 den Posten als Staatssekretär für Wirtschaft (Secretário de Estado para a Economia). Am 1. September 2021 berief Präsident João Lourenço ihn als Nachfolger von Manuel Neto da Costa zum Minister für Wirtschaft und Planung (Ministro da Economia e Planeamento) in dessen Kabinett.